# Kyle Carter
Kyle Carter (* 8. Januar 1969 in Calgary, Alberta) ist ein kanadischer Vielseitigkeitsreiter, der im US-amerikanischen Ocala, Florida lebt.

## Leben
Er wuchs als Sohn einer von Pferderennen begeisterten Familie auf einer Farm in der kanadischen Stadt Calgary auf. Sein Interesse galt anfangs dem Springreiten, welches er auf Spruce Meadows trainierte. Mit der Zeit begann er sich für den Vielseitigkeitssport zu interessieren, für den er sich mit 18 endgültig entschied.
Von 1988 bis 1989 lebte er in England und trainierte bei Leslie Law.
1995 traf er die Vielseitigkeitsreiterin Jennifer, die er im Juli 1997 heiratete. Kurz nach der Hochzeit kaufte das Paar eine Farm in Florida. Das Paar hat zwei Töchter (Riley & Trista).
Bei den Panamerikanischen Spielen 2007 in Rio de Janeiro belegte er im Einzel Rang 5 und gewann mit der Mannschaft die Silbermedaille. 2008 startete er bei den Olympischen Spielen in Peking. Bei den Weltreiterspielen 2010 in Kentucky gewann er im Sattel von Madison Park die Silbermedaille mit der Mannschaft.

## Pferde (Auszug)
- Madison Park (* 1998), seit 2005
- Scotia Goldrush, Besitzer: Michael & Elaine Davies